# Elmer Gedeon
Elmer John Gedeon (15. dubna 1917, Cleveland, Ohio – 20. dubna 1944) je jeden ze dvou hráčů baseballové ligy Major League Baseball, kteří padli ve druhé světové válce. Jako důstojník ETO se zúčastnil několika misí, včetně té osudné.
V Michiganu se Gedeon stal All-American v atletice a proslavil se také v americkém fotbalu a baseballu. V roce 1938 pokořil světový rekord v překážkovém běhu. Po škole se zaměřil pouze na baseball, kde hrával v nejvyšší lize Major League Baseball pozici outfieldera za klub Washington Senators. Většinu času v letech 1939 a 1940 strávil v nižších ligách, na podzim roku 1940 ho však Senators povolali zpět do jejich týmu.
Jeho baseballová kariéra byla krátce nato ukončena, když se v roce 1941 nechal naverbovat do Armády Spojených států amerických. Vycvičen byl jako pilot bombardérů a roku 1942, kdy bylo jeho letadlo sestřeleno, byl vyznamenán medailí za statečnost. O dva roky později byl v dubnu opět sestřelen během mise při průletu nad Francií, když pilotoval bombardér B-26. Pád letadla nepřežil.
Gedeon je pochován ve Spojených státech na Arlingtonském národním hřbitově.